# Говард Грем Баффетт
Говард Грем Баффет (англ. Howard Graham Buffett, 16 грудня 1954, Омаха, Небраска, США) — американський бізнесмен, колишній політик, філантроп, фотограф, фермер і охоронець природи. Середня дитина інвестора-мільярдера Воррена Баффета. Його назвали на честь Говарда Баффета, його діда, і Бенджаміна Грехема, улюбленого професора Воррена Баффета.

## Особисте життя
Говард Г. Баффет виростав разом зі старшою сестрою Сьюзен і молодшим братом Пітером у місті Омасі, штат Небраска. Він займався бізнесом, політикою, сільським господарством, природоохоронною діяльністю, фотографією та філантропією. У серпні 1977 року він одружився з Марсією Сью Дункан. Також у 1977 році він почав займатися фермерством у Текамі, штат Небраска. Його батько придбав нерухомість за 760 000 доларів і стягнув з нього орендну плату. Пізніше Говард одружився з Девон Морс, уродженою Девон Армор Госс. 14 жовтня 1983 року у них народився син Говард Воррен Баффет. Зараз Баффет проживає в Декейтері, штат Іллінойс, звідки контролює територію 1 500-акрів (6,1 км2) сімейної ферми в Пані, штат Іллінойс, і три дослідницькі ферми, які керуються фондами, включаючи понад 1500 акрів в Аризоні та 9200 акрів у Південній Африці. Він є прихильником системи нульового обробітку землі.

## Бізнес
Баффет був корпоративним віцепрезидентом і помічником голови компанії Archer Daniels Midland Company з 1992 по 1995 рік, директором компанії Archer Daniels Midland Company з 1991 по 1995 рік, директором ради директорів The GSI Group з 1995 по 2001 рік, директором ConAgra Foods з 2002 по 2006 рр., а також директором компанії Agro Tech Foods Ltd до 26 жовтня 2006 р. та директором Sloan Implement. Він був обраний директором Lindsay Corporation у 1995 році, обіймав посаду голови правління протягом року з 2002 по 2003 рік, а у 2008 році оголосив, що закінчить свій термін на посаді директора в січні 2010 року.
Також у 1992 році обіймав посаду директора Berkshire Hathaway, Inc. та президента Buffett Farms.
Говард Г. Баффетт є директором The Coca-Cola Company з 9 грудня 2010 року. З 1993 по 2004 рік був директором компанії Coca-Cola Enterprises, найбільшого у світі розливника Coca-Cola.
У грудні 2011 року Уоррен Баффет заявив CBS News, що хотів би, щоб його син Говард став його наступником на посаді невиконавчого голови Berkshire Hathaway.

## Політична діяльність
Баффет, республіканець, працював комісаром округу в окрузі Дуглас, штат Небраска, з 1989 по 1992 рік З 1989 по 1991 рік він також працював на посаді голови правління та розвитку етанолу штату Небраска. У минулому входив до складу Комісії з президентських дебатів.
Баффетт був приведений до присяги як шериф округу Мейкон, штат Іллінойс, у п'ятницю, 15 вересня 2017 року Він був обраний для виконання решти терміну повноважень після відставки колишнього шерифа Томаса Шнайдера. Баффет був активним волонтером в офісі шерифа округу Мейкон протягом кількох років, оскільки Шнайдер призначив його заступником. Баффет через Фонд Говарда Г. Баффета [Архівовано 2 лютого 2011 у Wayback Machine.] пожертвував кілька мільйонів доларів різним правоохоронним органам і проєктам у центрі Іллінойсу. Бувши шерифом, Фонд Говарда Г. Баффета продовжував жертвувати кошти на придбання патрульних гвинтівок і радіонавушників для офісу шерифа округу Мейкон разом із грошима для реалізації програми персональних патрульних транспортних засобів.
У січні 2019 року Phoenix New Times опублікувала 27-сторінковий звіт про розслідування, який потенційно натякав на те, що Говард Баффет використовував гроші, пожертвувані його благодійному фонду в основному його батьком, щоб отримати посаду в Департаменті шерифів Кочіз, штат Аризона, можливо, для проведення операцій проти мігрантів у прикордонних районах або для боротьби з наркоторгівцями. Операції, передбачені звітом, включають накопичення або дарування зброї та сумнівну кампанію дефоліації.
3 травня 2021 року Баффет оголосив, що буде балотуватися від Республіканської партії, щоб кинути виклик чинному шерифу від Демократичної партії Тоні Брауну. 4 червня 2021 року суддя Анна Бенджамін постановила, що кандидат від Республіканської партії Джим Рут фактично переміг кандидата від Демократичної партії Тоні Брауна з різницею у шістнадцять голосів на виборах 2018 року. Браун, який склав присягу шерифа у 2018 році, вирішив піти у відставку, а не оскаржувати рішення. 12 червня 2021 року Баффет призупинив свою кампанію на посаду шерифа, посилаючись на законодавство штату, що змінює вимогу служити шерифом округу в Іллінойсі.

## Творчість та наукова діяльність
Баффет опублікував вісім книг про збереження, дику природу та стан людини, а також написав статті для The Wall Street Journal та The Washington Post. У 1996 році Гарвардський університет опублікував його дисертацію «Партнерство біорізноманіття та високопродуктивного сільськогосподарського виробництва».

## Книги
У 2000 році Баффет спільно з Коліном Мідом випустив книгу про фотографію "Образи дикої природи" — джерело інформації для подорожей до районів дикої природи в Північній Америці та Африці.
У 2001 році він написав On The Edge: Balancing Earth's Resources, який зосереджував увагу на збереженні світового біорізноманіття, видів і середовищ існування. Автором передмови є колишній сенатор Пол Саймон.
У 2002 році Баффет написав «Гобелен життя», добірку портретів, зроблених у Бангладеш, Ефіопії, Гані, Індії та інших країнах із глибокою бідністю та людськими потребами. Том Брокау написав передмову. Також у 2002 році він опублікував книгу "Турбота про наш світ ", яка навчає дітей про екологію.
У 2003 році разом з Енн ван Дайк Говард Грем Баффетт написав «Плями перед твоїми очима». Автором передмови є доктор Джейн Гудолл. «Плями перед очима» представляє історію та факти про вид гепардів.
У 2005 році він опублікував Threatened Kingdom: The Story of the Mountain Gorilla, який містить інформацію про середовище проживання гірської горили та проблеми, з якими стикається цей вид.
У 2009 році він написав «Frigile: The Human Condition» за підтримки National Geographic. Автором передмови є Шакіра Мебарак. Fragile: The Human Condition — це документація життєвих історій у шістдесяти п'яти країнах.
У 2013 році він разом зі своїм сином Говардом Ворреном Баффетом написав бестселер New York Times «Сорок шансів: знайти надію в голодному світі». Автором передмови є Воррен Баффет.
У 2018 році він написав «Наша прикордонна криза 50 штатів: як мексиканський кордон пришвидшує епідемію наркотиків у Америці» з передмовою Гайді Гейткамп та передмовою Сінді Маккейн.

## Філантропія
Баффет працює або працював у Національній географічній раді радників, Національній раді Всесвітнього фонду дикої природи, Cougar Fund, відділах охорони природи Іллінойсу та Небраски, Ecotrust та Африканського фонду. Баффет заснував Nature Conservation Trust, неприбутковий фонд у Південній Африці для підтримки збереження гепардів, Міжнародний фонд збереження гепардів і був директором-засновником The Cougar Fund. У жовтні 2007 року Всесвітня продовольча програма ООН назвала Баффета послом доброї волі проти голоду. Пізніше він увійшов до правління Фонду Босоніж і кампанії ONE.
У 2008 році Говард приєднався до Національної комісії з водних ресурсів (National Water Commission), де він допомагає розв'язувати проблеми, пов'язані з водою, включаючи забезпечення доступу до води, збереження водних ресурсів та розвиток інфраструктури водопостачання.
У березні 2010 року Баффет став членом Ініціативи Східного Конго, заснованої Беном Аффлеком. «Я приєднався до Бена в цих зусиллях, тому що я твердо вірю в інвестування для вирішення гуманітарних проблем», — сказав він. Наступного 2011 року Баффет об'єднався з Bridgeway Foundation для фінансування програми.

### Фонд Говарда Г. Баффета
Бувши генеральним директором і головою Фонду Говарда Г. Баффета (HGBF), Баффет побував у більш ніж 130 країнах, щоб задокументувати проблеми збереження біорізноманіття та забезпечення достатніх ресурсів для задоволення потреб людей. HGBF підтримує проєкти в галузі сільського господарства, харчування, водних ресурсів, гуманітарної допомоги, охорони природи та конфліктів/без супроводу осіб. HGBF зосереджує значну частину свого фінансування на підтримку громад в Африці та Центральній Америці. У 2007 році HGBF започаткував Глобальну ініціативу з водних ресурсів разом із кількома організаціями, щоб розв'язати проблему зменшення постачання прісної води та чистої води для найбідніших людей світу. У березні 2014 року HGBF пожертвував 23,7 мільйона доларів США (255 мільйонів RAND) в рамках спільної трирічної ініціативи між HGBF, Фондом охорони природи (NCT) і південноафриканськими національними парками (SANParks) на боротьбу з браконьєрством носорогів у Південній Африці. HGBF виділив 200 мільйонів доларів на розвиток муніципалітету Тібу, який має другий за величиною врожай коки в Колумбії, і на те, щоб допомогти місцевим фермерам замінити вирощування коки легальними культурами, такими як какао. HGBF була однією з п'яти філантропічних груп, які отримали в липні 2020 року від Уоррена Баффета 2,9 мільярда доларів США акцій класу B Berkshire Hathaway

## Нагороди
Баффет отримав нагороду Ордена ацтекського орла, найвищу нагороду, яку присуджує уряд Мексики іноземному громадянину, а також звання почесного доктора філософії Лінкольн-коледжу та Почесного доктора гуманітарних наук Пенсильванського університету. і був визнаний Міжамериканським інститутом співробітництва в сільському господарстві як одна з найбільш видатних осіб у сільському господарстві. Він також отримав нагороду Вілла Оуена Джонса за видатного журналіста року, World Ecology Award, George McGovern Leadership Award, National Farmers Union Meritorious Service to Humanity Award, Колумбійський університет Global Leadership Award, Leader in Agriculture Award від Agriculture Future of America та Нагорода за особливі заслуги від Асоціації міжнародного сільського господарства та розвитку сільських районів та Міжнародна нагорода за якість життя.
- Баффет був серед дев'яти людей, які були нагороджені медаллю Ігіханго президентом Руанди Полем Кагаме у 2017 році[42][43].

- Орден князя Ярослава Мудрого V ст. (Україна, 23 серпня 2022) — за значні особисті заслуги у зміцненні міждержавного співробітництва, підтримку державного суверенітету та територіальної цілісності України, вагомий внесок у популяризацію Української держави у світі[44]
- Нагороджений відзнакою Президента України «Національна легенда України» (2024)[45][46].
- Нагороджений відзнакою Президента України «Золоте серце» (2024)[47].

## Допомога Україні

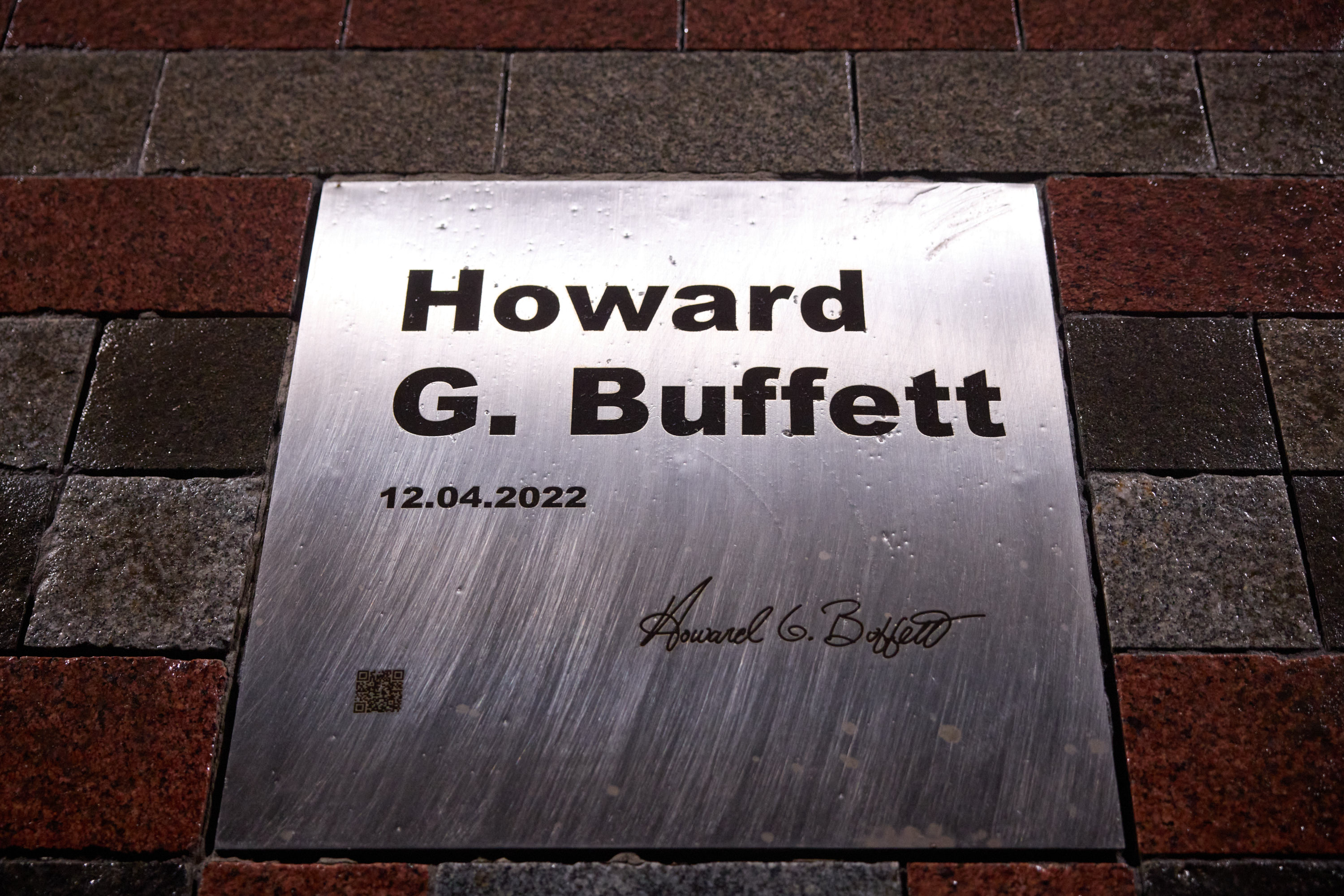
Дошка на алеї Сміливості у Києві

10 квітня 2023 року Олена Зеленська та меценат Говард Баффет відкрили будівництво фабрики-кухні в Бучі.
Під час запуску будівництва відбулося також розширення ініціативи: презентовано проєкт другої такої фабрики, яку побудують у місті Лозовій на Харківщині. Було підписано відповідний меморандум. З українського боку його скріпили підписами начальник Харківської обласної військової адміністрації Олег Синєгубов та Лозівський міський голова Сергій Зеленський.
Фонд Говарда Баффета у Бородянці відбудує зруйнований під час бойових дій офіс поліційного підрозділу.
У вересні 2023 року Баффет спільно з Укрзалізницею створили перший у світі поїзд-кухню, що може працювати 5-7 днів в автономному режимі при блекаутах та виробляти 70 тис. порцій їжі протягом тижня.

## Вшанування
У місті Буча площу Привокзальну перейменували на площу Баффета.